# 聯合輕型戰術車
聯合輕型戰術車（英語：Joint Light Tactical Vehicle，簡稱）是美軍一個發展和洽談中的國防計劃，將研發新車型以取代悍馬車。此車預計成為服役美軍的主力四輪車種。於2012年1月5日，TACOM宣布該方案已進入工程與製造發展（EMD）階段，EMD合約已於2012年8月23被授予。2015年8月，美國陸軍宣布由奧什科甚公司（Oshkosh Corp）得標，預計美國陸軍將採購5萬輛，而海軍陸戰隊將採購1.6萬輛。

## 歷史

### 研發歷史

#### 提標
截至2012年3月28日，有以下6個JLTV提案：
- BAE公司的BAE Systems Valanx
- 通用動力的JLTV Eagle
- 洛克希德·馬丁公司的Lockheed Martin JLTV
- Navistar Saratoga[6]
- 奧什科甚公司的L-ATV [7]
- AM General的BRV-O [8]

#### EMD階段
2012年8月23日，陸軍和海軍陸戰隊選定洛克希德·馬丁公司、奧什科甚公司和AM通用的提案進入工程和製造發展（EMD）階段。這三家公司被授予在27個月的服務內建造22輛原型車,以作判斷。
2013年8月27日，陸軍和海軍陸戰隊宣布，JLTV原型的全面測試於9月3日開始，每個公司交付22輛原型車,合共66輛。它們被送至阿伯丁試驗場及尤馬試驗場。測試預計於2015年財政年度完成。屆時,一個供應商將被選出。美國陸軍預計於2018年財政年度開始接收JLTV。

#### 決標
2015年8月，美國陸軍宣布由奧什科甚公司（Oshkosh Corp）得標。到2040年以前，陸軍將購買該新型軍車近5萬輛，陸戰隊買5500輛。

#### FRP階段
美國陸軍2019年6月21日宣布，在接受第一線官兵意見並完成改良後，美國陸軍部主管美國陸軍採購，後勤和技術助理部長（ALT）傑特助理部長，已批准「聯合輕型戰術車輛」（JLTV）進入全速量產階段（FRP）。

### 車輛歷史
2019年一月，美國第三步兵師1裝甲旅開始部署第一批 JLTV，預計同年三月底共接受五百輛。

## 車型

### 初始车型
JLTV（联合轻型战术车辆）家族及其命名方式在研发过程中不断演进。截至目前，美国陆军已为四种不同的JLTV配置分配了M系列编号。整个JLTV家族目前由三种基本车辆平台组成：JLTV-UTL（多用途型）为两门配置，JLTV-GP（通用型）和JLTV-CCWC（近战武器载具型）为四门配置。
当这些基本平台根据特定任务装备包进行改装后，就会获得美国军方标准的M系列编号。这些编号目前包括以下几种
- M1278重机枪型 – JLTV-HGC 配备遥控武器站时可搭载四人乘员组，安装开放式机枪炮塔时则可搭载五人乘员组。该车型支持使用乘员操作武器，如M2HB重机枪或Mk 19自动榴弹发射器，并可配备机枪手防护套件或遥控武器站提供防护与火力支援。.[13][14]
- M1279运输型–JLTV-UTL配备两人乘员组，主要用于货物运输，可承载 5,100 磅（2,300 千克）的载荷。[13] 该车型可选装士兵运输座椅组件，可额外搭载8名士兵；也可安装货运组建执行物资运输任务。[14][15]
- M1280通用型 – JLTV-GP 是基础型车辆，配备四人乘员组，可承载3,500磅（1,600千克）的有效载荷。[13]
- M1281近战武器载具型 – JLTV-CCWC 可搭载五人乘员组，并支持配备反坦克/反装甲重型武器系统，例如发射BGM-71陶式导弹的 M41A7 Saber 导弹系统。该系统的设计包含一个可锁定的后部货物箱，用于容纳 TOW/SABER 武器系统组件、导弹以及装填设备。[16] 为了保护射手，开放式炮塔配备了 TOW 专用炮手防护套件（TOGPK 2.0），该套件提供更强的装甲防护、提升态势感知能力，并在不显著增加重量的前提下，提高武器操作的灵活性。[17]

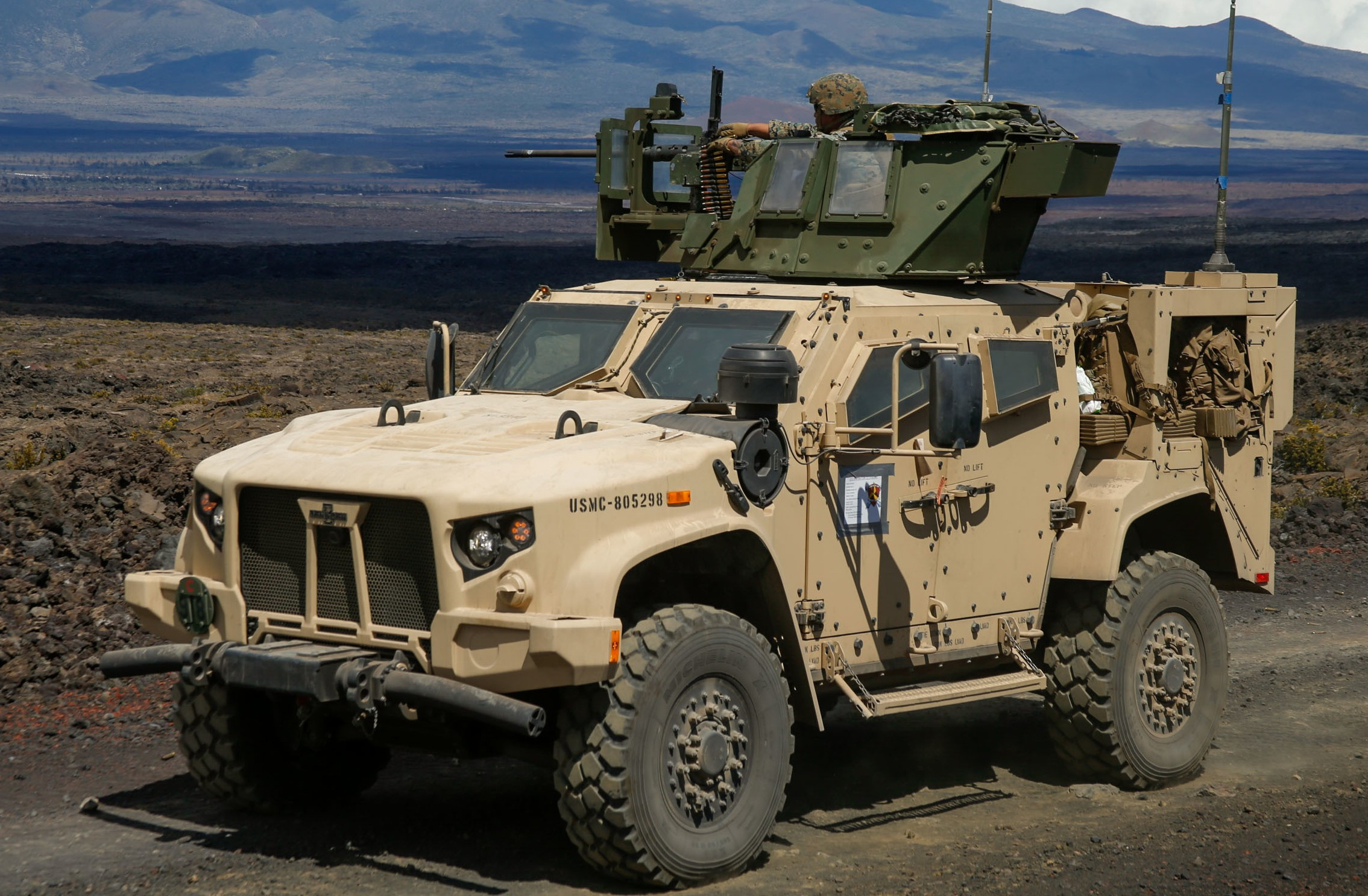
M1278 JLTV-HGC
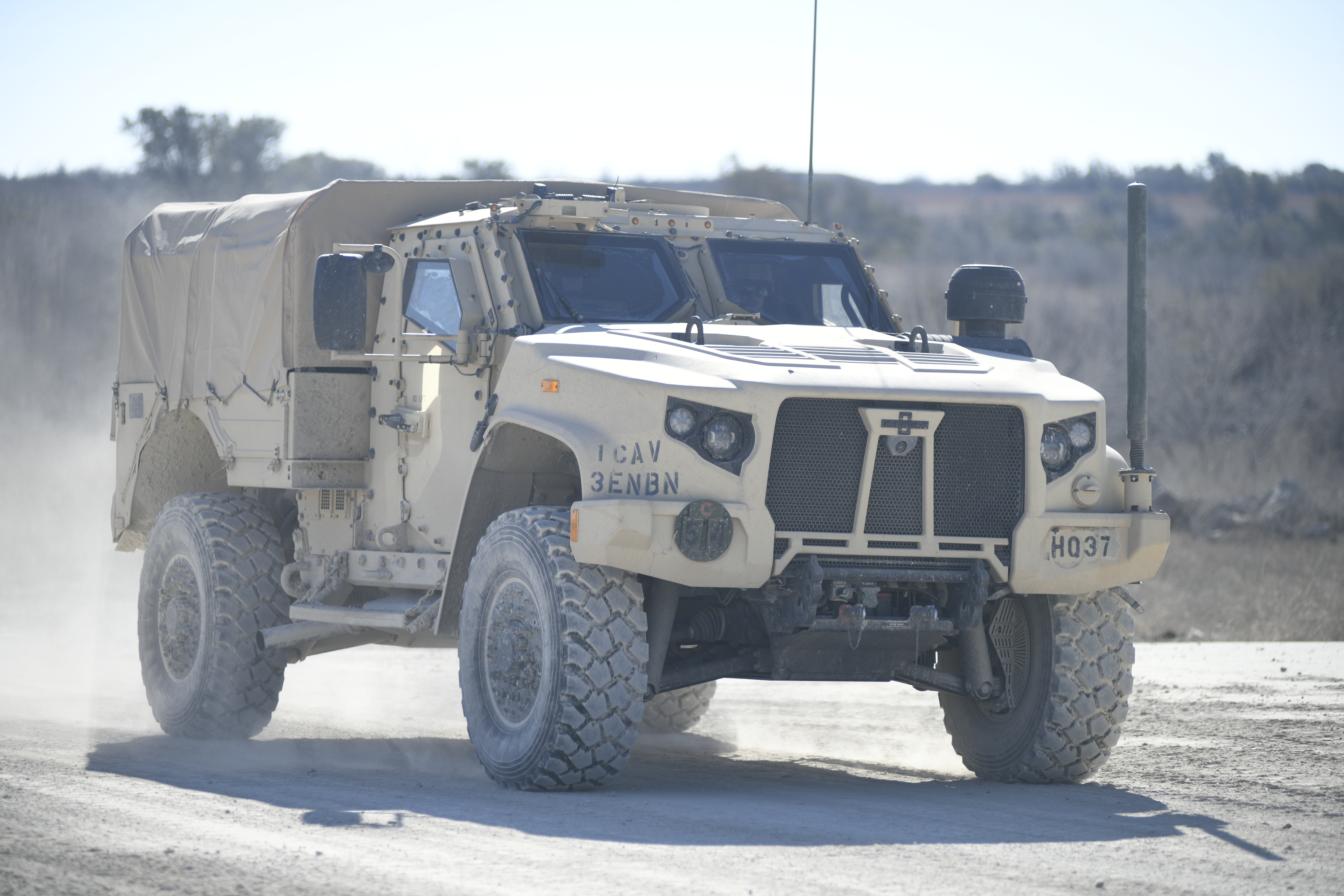
M1279 JLTV-UTL
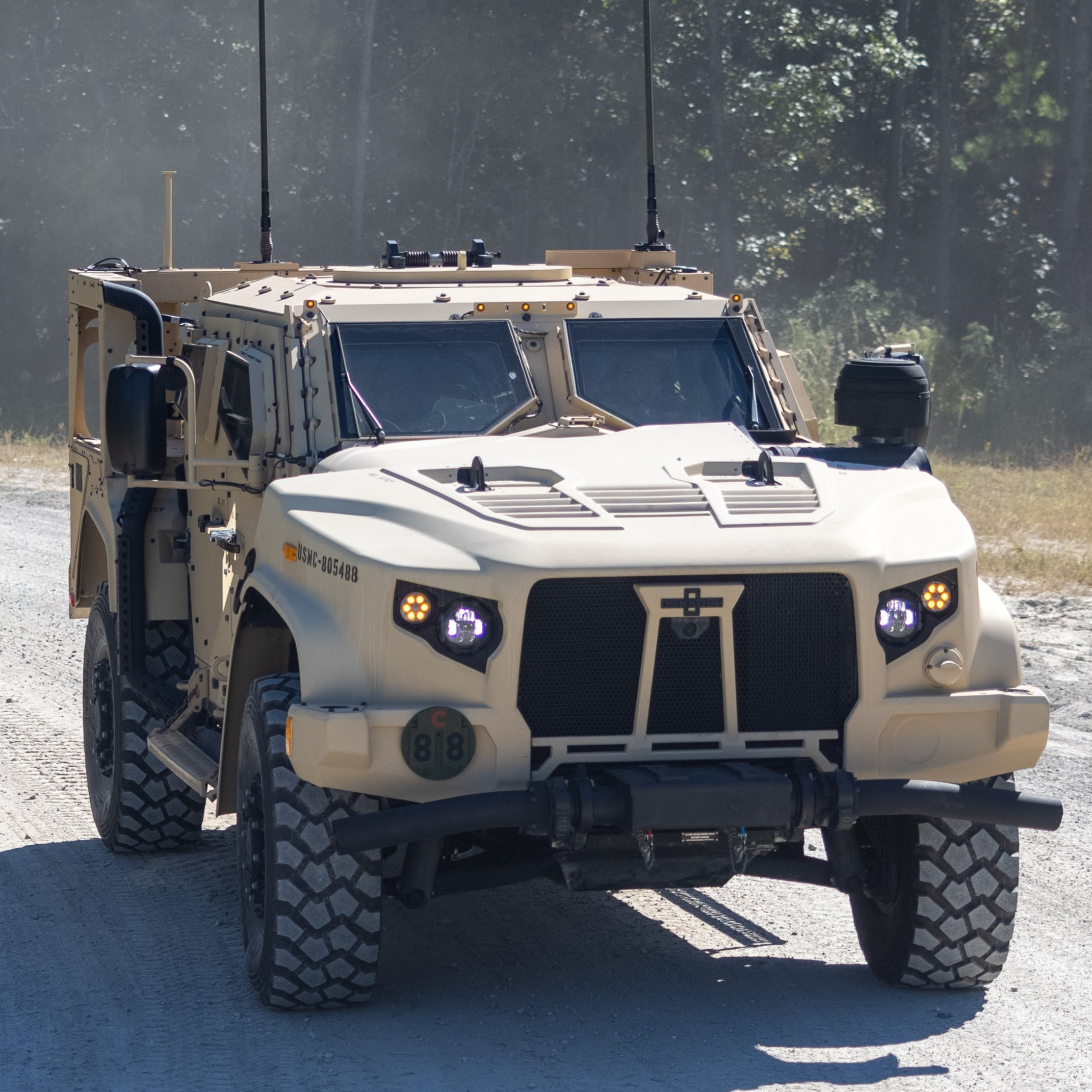
M1280 JLTV-GP
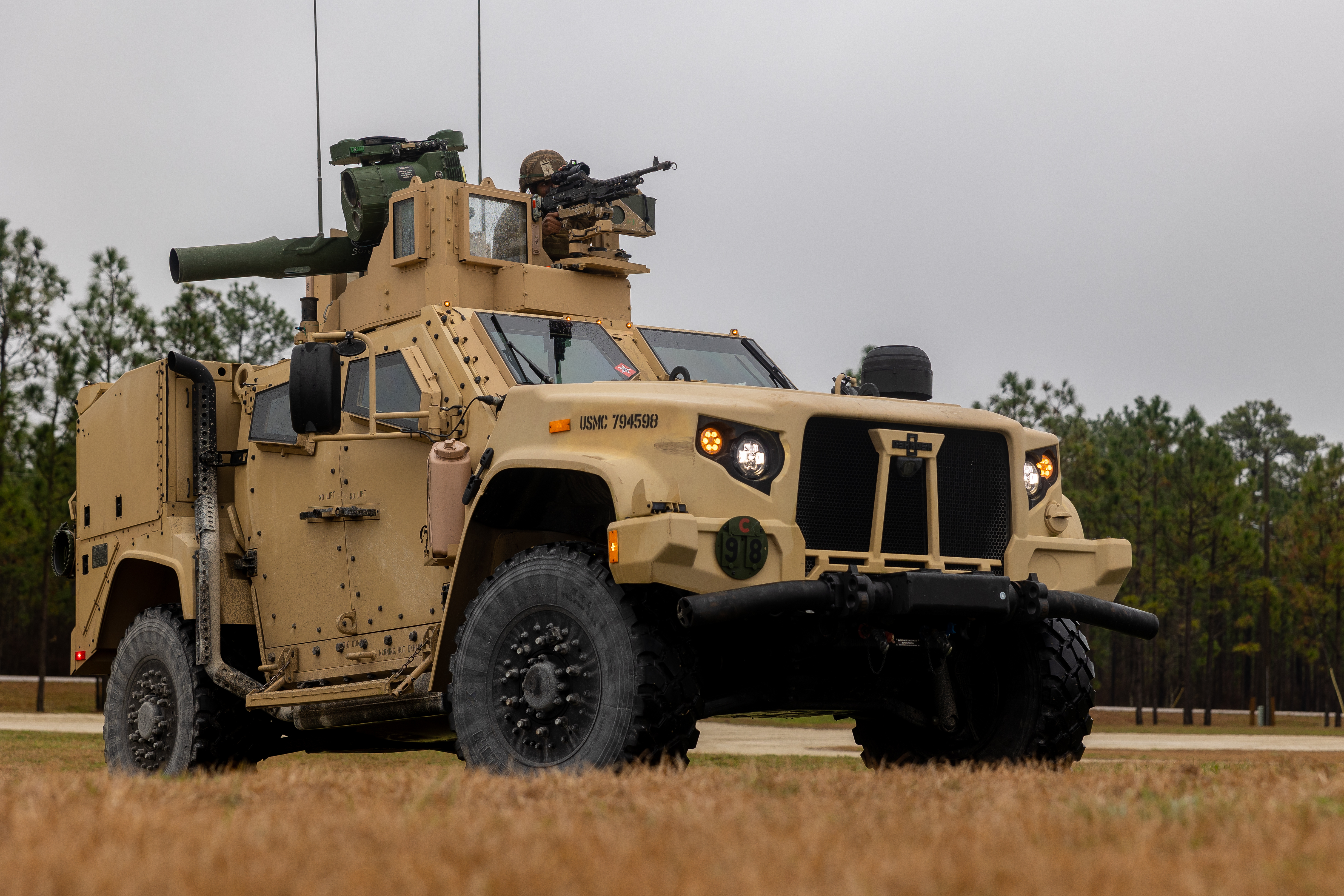
M1281 JLTV-CCWC搭载TOW 专用炮手防护套件
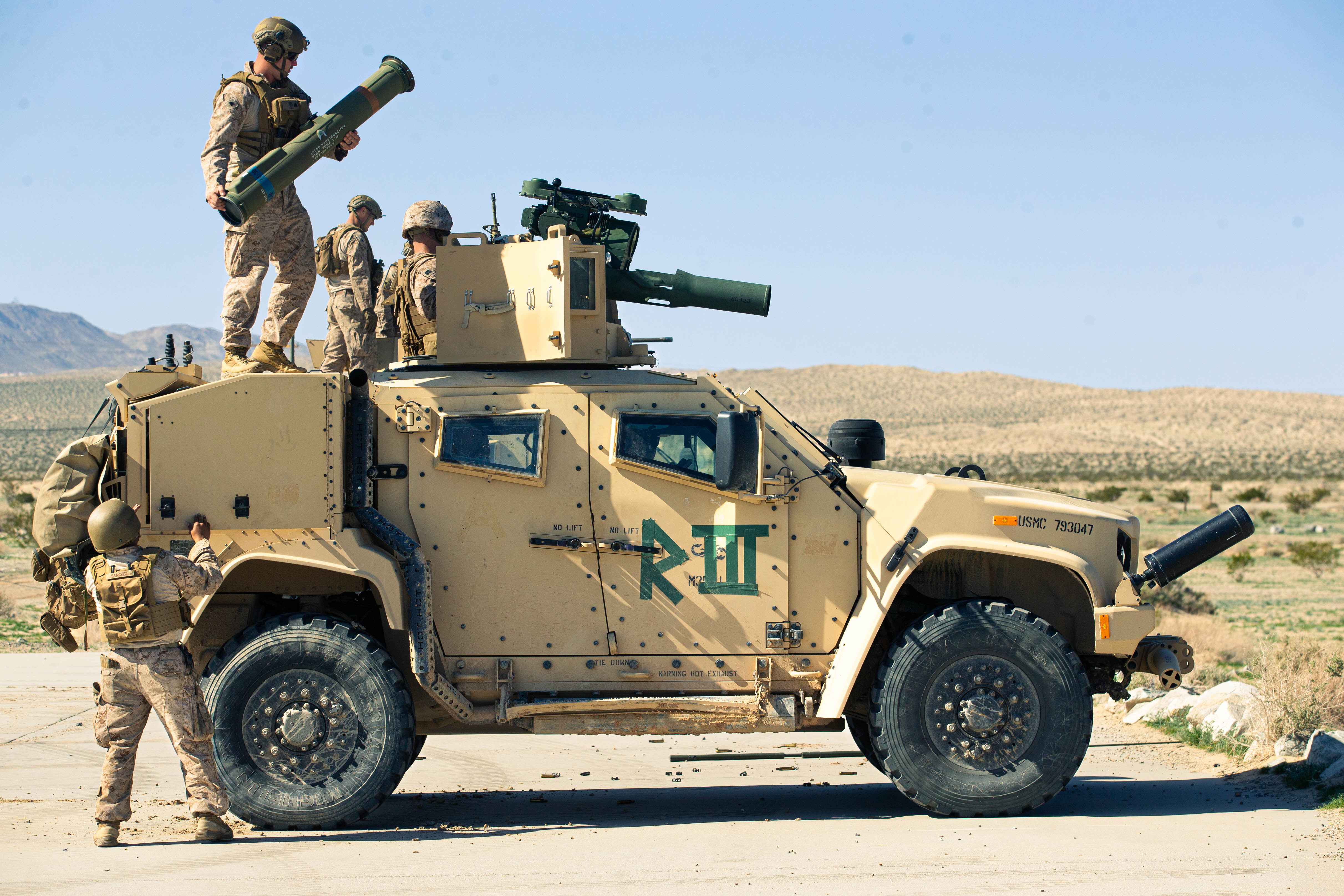
美国海军陆战队队员在M1281上装填陶式导弹

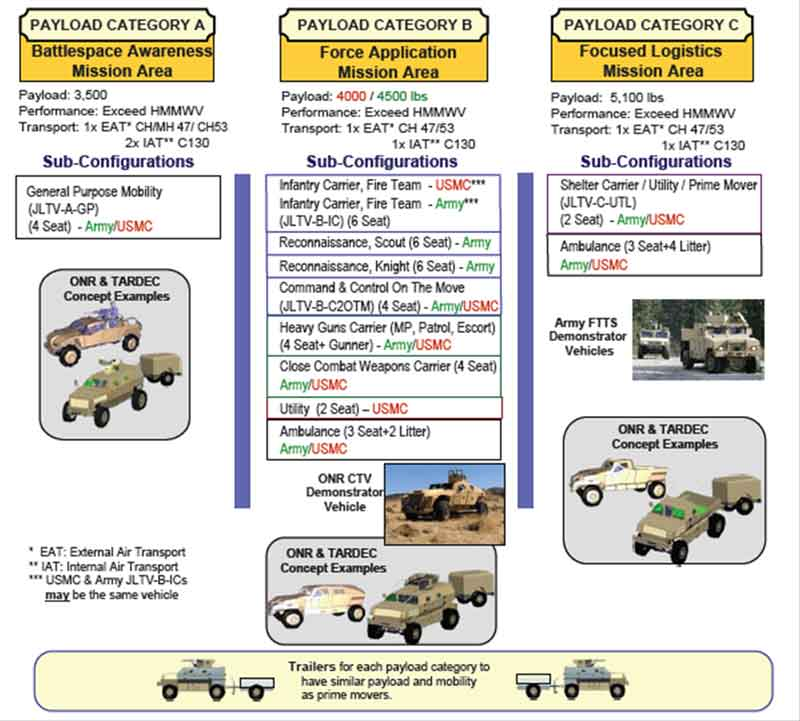
三種車型

## 圖集

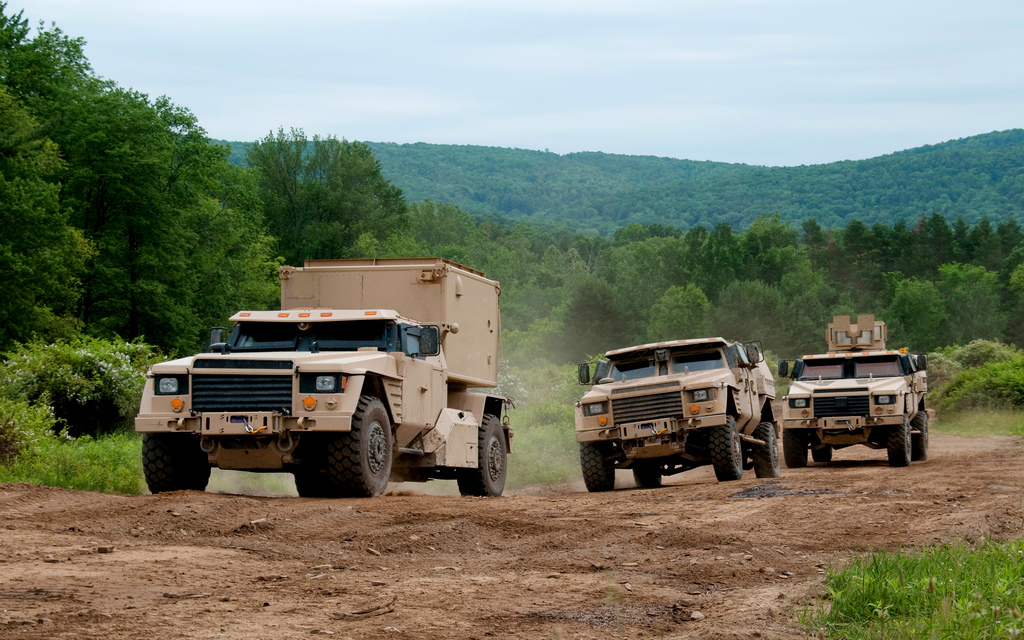
三種車型的Lockheed Martin JLTV。
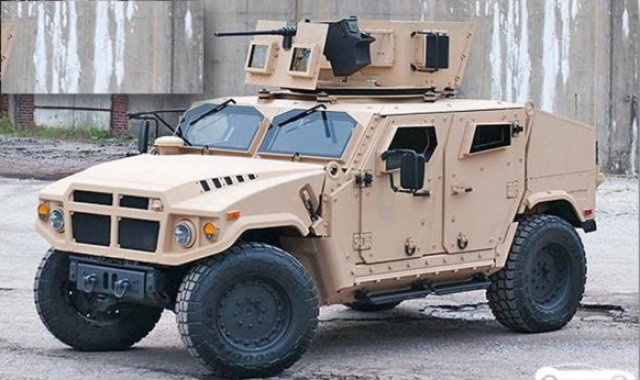
BRV-OJLTV。
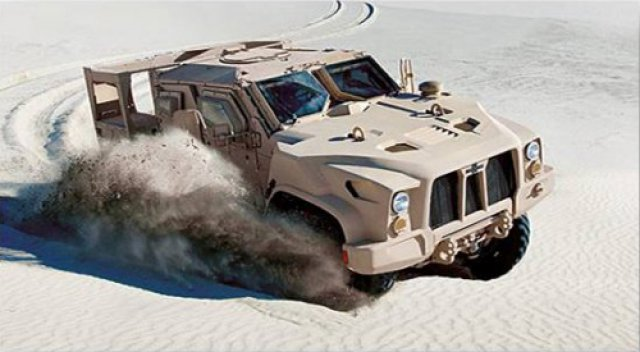
L-ATVJLTV。
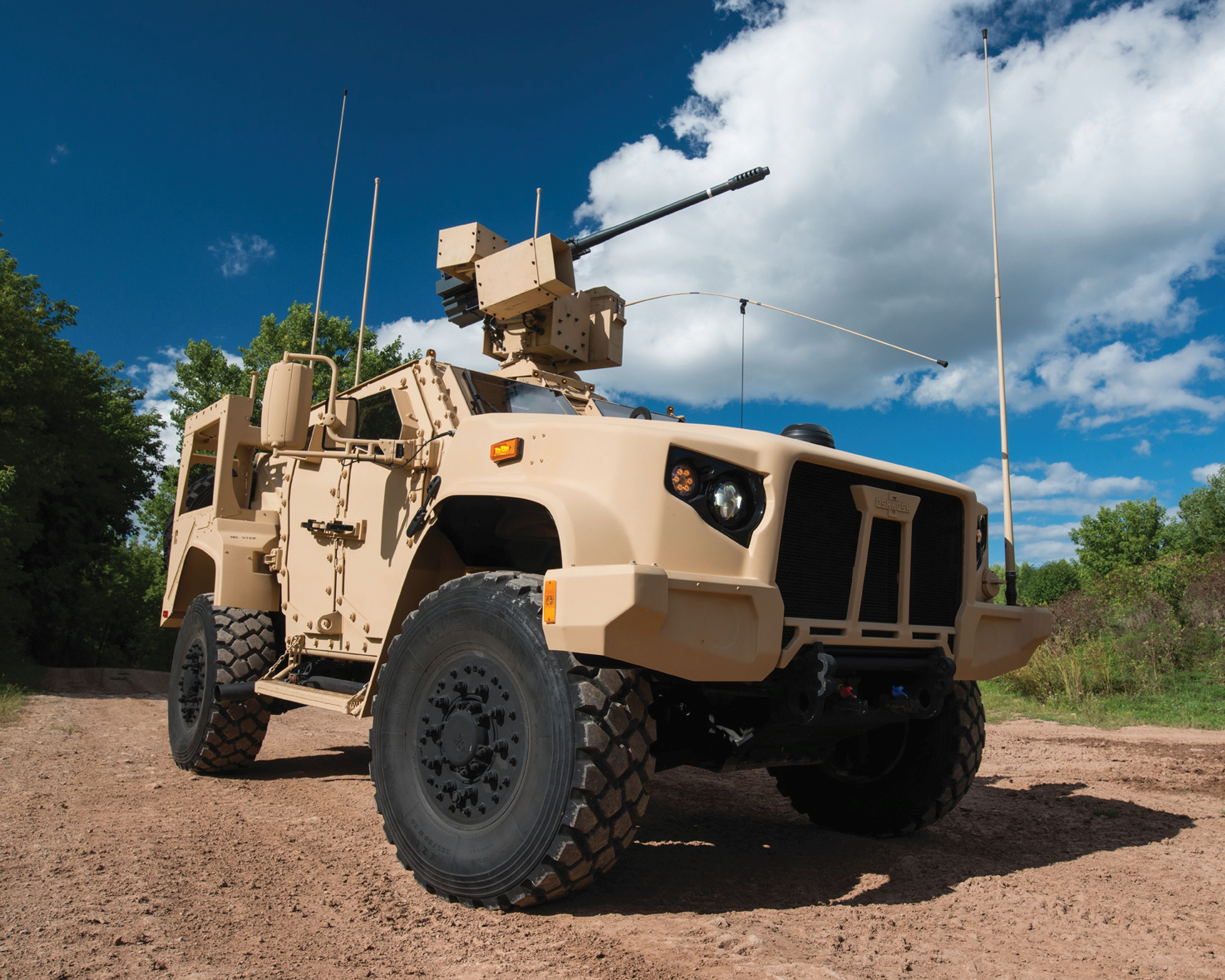
裝備於Oshkosh JLTV的M230LF30毫米鏈炮。
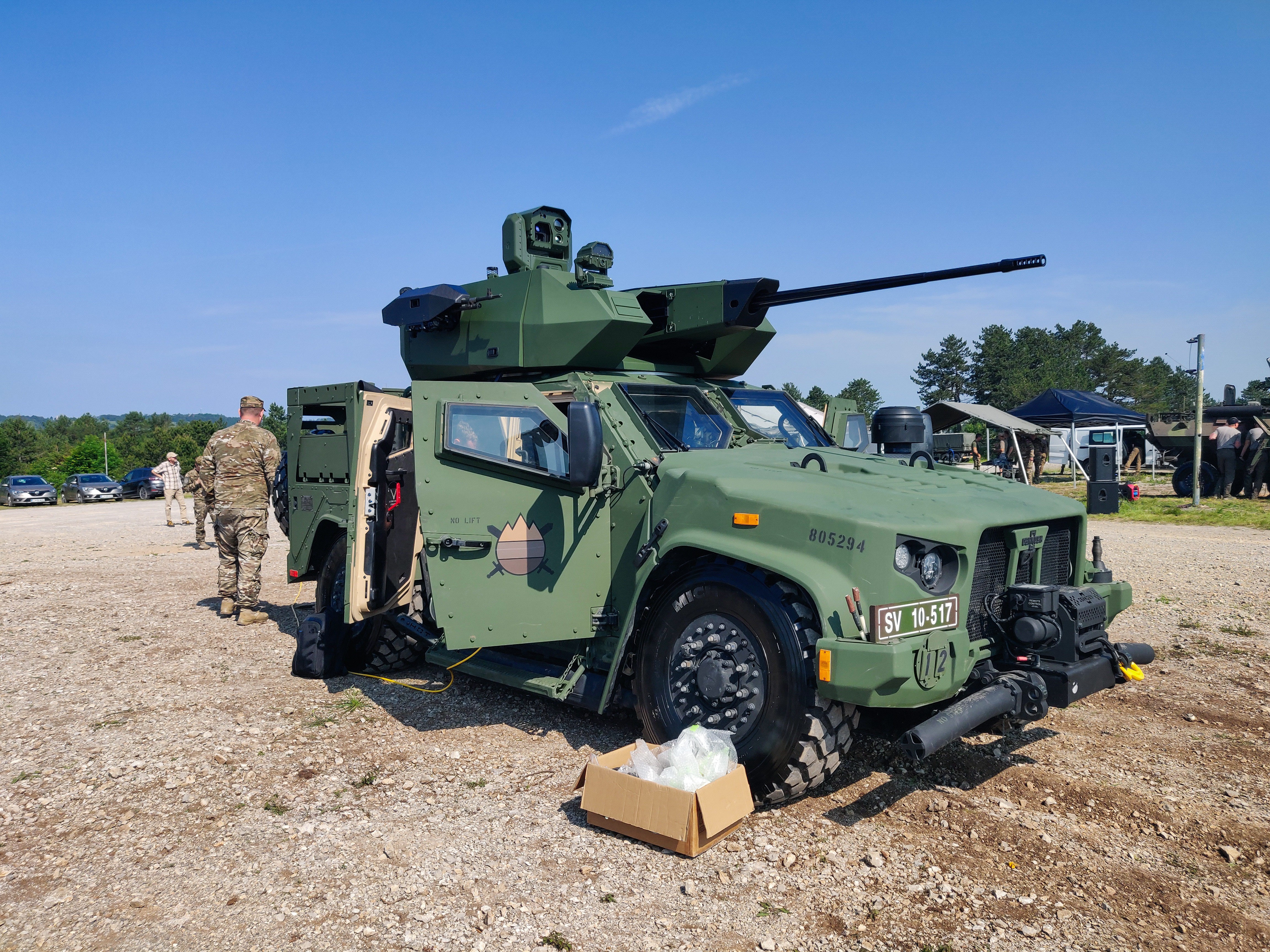
裝備於Oshkosh JLTV上MANGART 25野戰防空系統的歐瑞康KBA機炮。
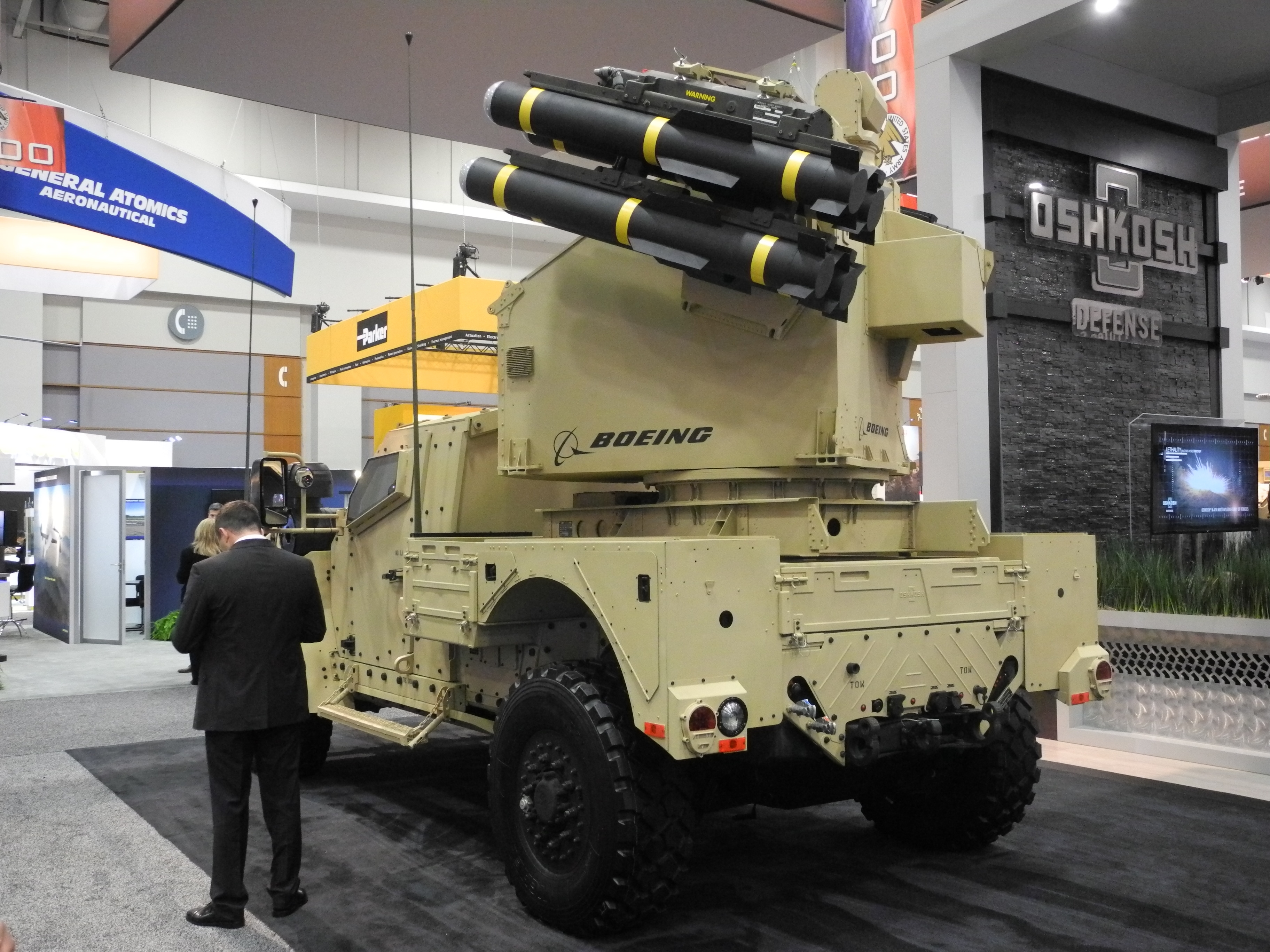
2017年美國陸軍協會年會上Oshkosh JLTV上裝備了波音開發的短程防空飛彈發射器，裝備的飛彈為AGM-114地獄火飛彈。

## 使用國
- 美国：2015年8月25日簽約量產。目前估計的最終採購需求：美國陸軍49099輛；美國海軍陸戰隊16,000輛（已撥款7,622輛）；美國空軍3,270輛（已撥款320輛）；美國海軍200輛。[18]目前已簽訂合約價格為67.49億美元，最多可能採購16,901輛JLTV。[19][20]
- 斯洛維尼亞：2018年11月採購38輛，預計2021-2023交付，並由斯洛維尼亞陸軍（英语：Slovenian Ground Force）使用。[21]

### 潛在使用國
- 英国：2016年6月，媒體透露英國國防部向美國提出採購JLTV的需求，目前確知的採購意向數量是747輛，但2017年DSCA向美國國會告知的採購總數為2,747輛，這可能為英國的未來需求。[22]
- 立陶宛：立陶宛國防部向美國政府傳達可能採購500輛JLTV，總價1.708億美元（單價約34萬美元），立陶宛政府希望能在2021年開始交車。
- 中華民國：中華民國陸軍原規畫向美國以軍售模式採購344輛「聯合輕型戰術輪車（JLTV）」，取代老舊悍馬車（Humvee），美方便立即完成相關簡報，2018年也完成344輛聯合輕型戰術輪車報價，單價逾1000萬元台幣（約32萬美元），但中華民國國防部認為單價過高，並考量蔡英文總統提出「國防自主」政策，於2019年決定改為自製生產偵搜戰術輪車，由中華民國國防部軍備局209廠製造車體，國家中山科學研究院製造武器設備，預定2024年完成戰術測評後即可量產[23]。2023年台北國際航太暨國防工業展中偵搜戰術輪車正式亮相[24]。2024年表定於中華民國國防部10月前通過作戰測評，測評前軍備副部長徐衍璞二級上將曾提前至209廠督軍試乘[25]。
- 蒙特內哥羅：於2019年10月23日宣布，簽署了價值3617萬美元的合同，採購67輛JLTV（平均單價約54萬美元）。

## 外部連結
- JLTV on Defense-Update.com
- Army Joint Light Tactical Vehicle (JLTV) EMD Phase page